# Botkyrkas kulturspår

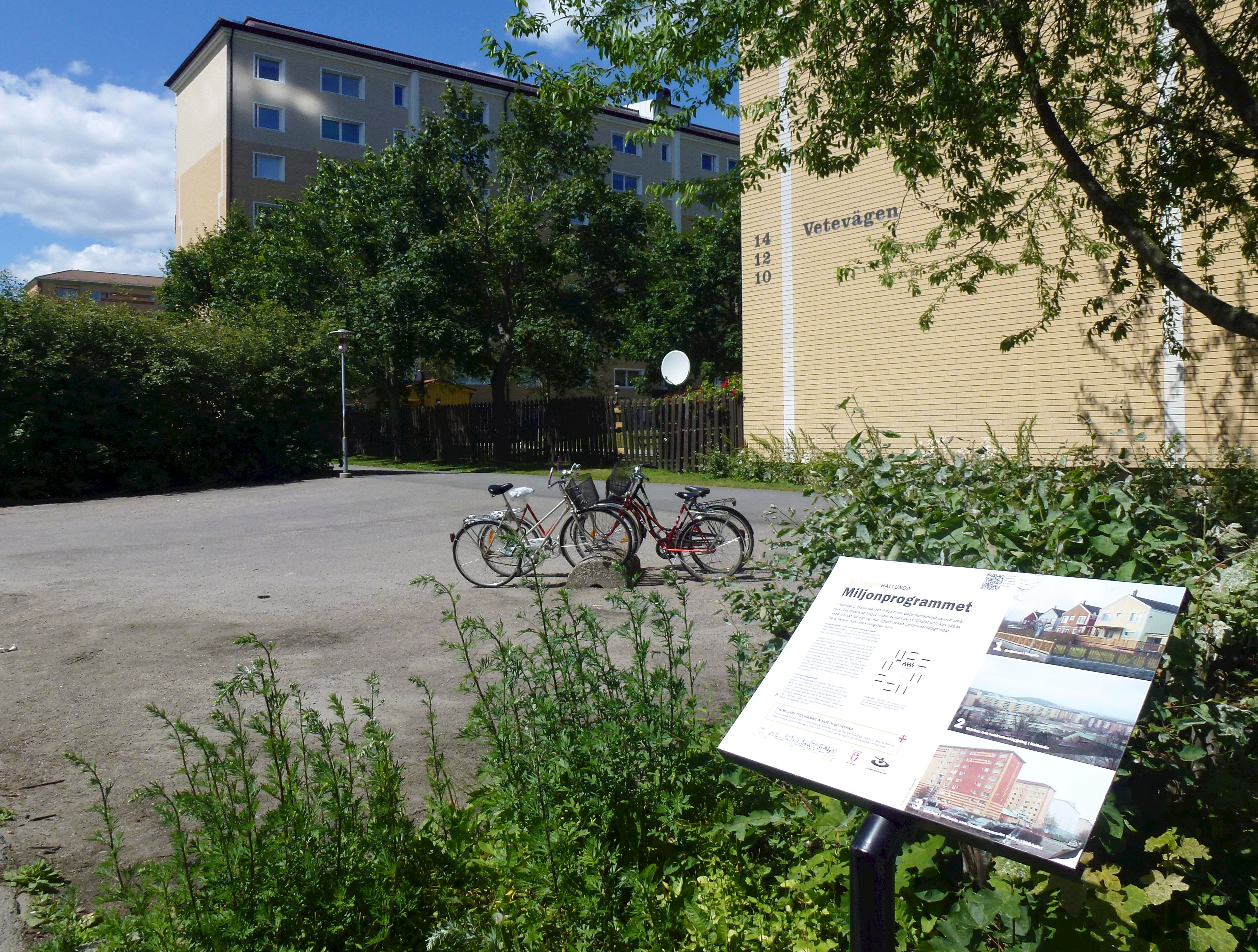
Botkyrkas kulturspår: informationsskylt om miljonprogrammet i Hallunda.

Botkyrkas kulturspår består av tre olika promenadslingor i Norsborg, Hallunda och Fittja i Botkyrka kommun. De sammanknyter platser och områden från förhistorisk tid med kommunens äldre lokalhistoria och nutida mångkultur.

## Beskrivning

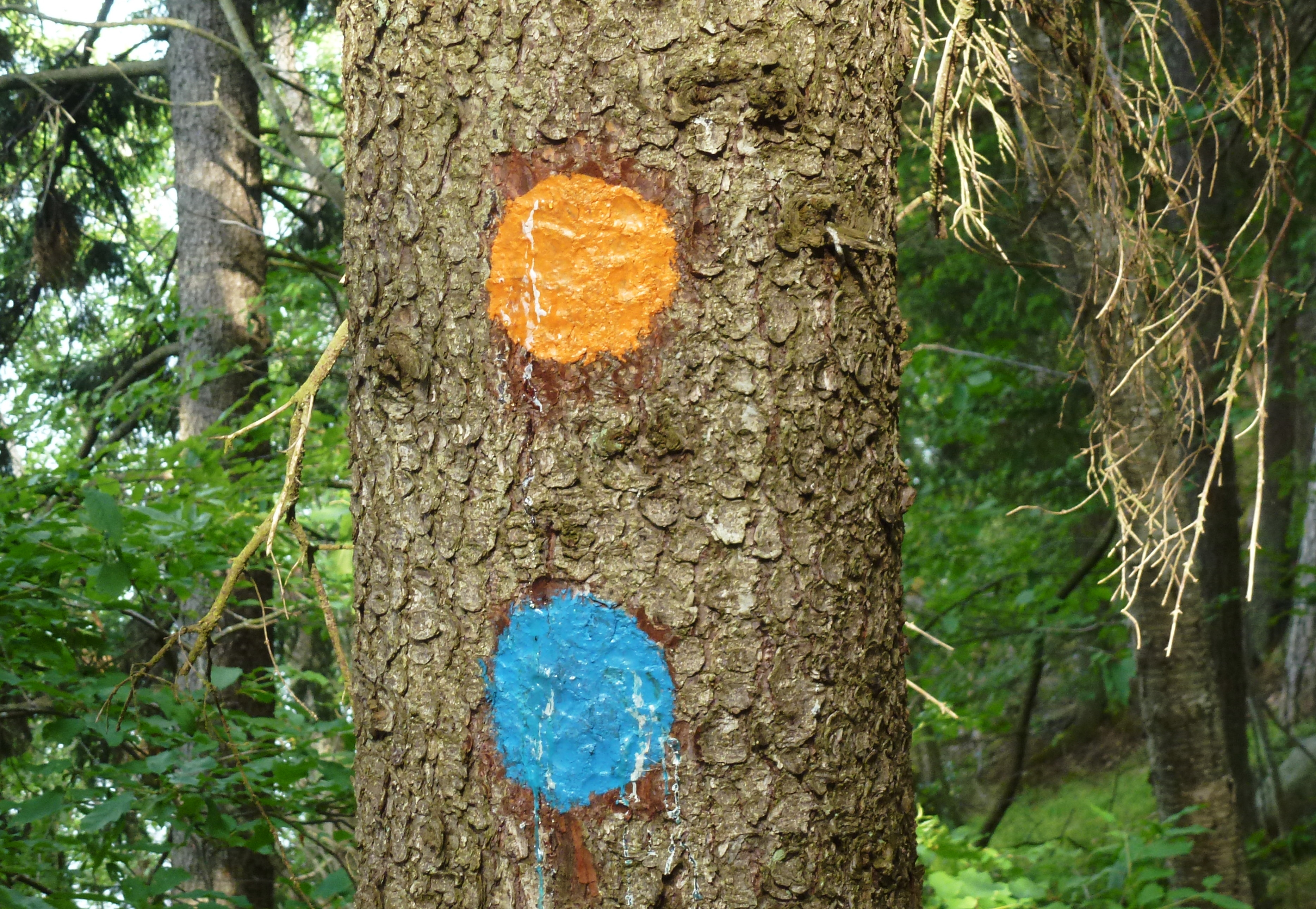
Markering (gul) för Mälarpromenaden och (blå) för Botkyrkas kulturspår.

Under tre år har kommunen i ett samarbete med Stockholms läns museum, föreningar, församlingar och skolelever arbetat fram de nya kulturspåren som invigdes den 8 september 2013. Tanken bakom Botkyrkas kulturspår är att på ett lättillgängligt sätt sammanknyta förhistorisk kultur med nutida. I Botkyrka ligger dessa miljöer sida vid sida. Längs stigarna finns 17 stationer med sevärdheter där informationstavlor upplyser om platsens historik.  Till kulturspåren hör även ljudfiler med personliga berättelser från människorna som bor och verkar på platserna. Kulturspåren är markerade med blå färg. Sträckningen går delvis på Mälarpromenaden, Hälsans Stig och den äldre Hallunda kulturstig.
De tre promenadslingorna kallas (från väst till öst):
- Kulturspår Norsborg,[3]
- Kulturspår Hallunda,[4]
- Kulturspår Fittja[5]

### Kulturspår Norsborg
Kulturspåret leder förbi bland annat Hundhamras fornborg och gravkullar, Norsborgs herrgård, Norsborgs vattenverk och Norsborgs luftvärnsställning.  

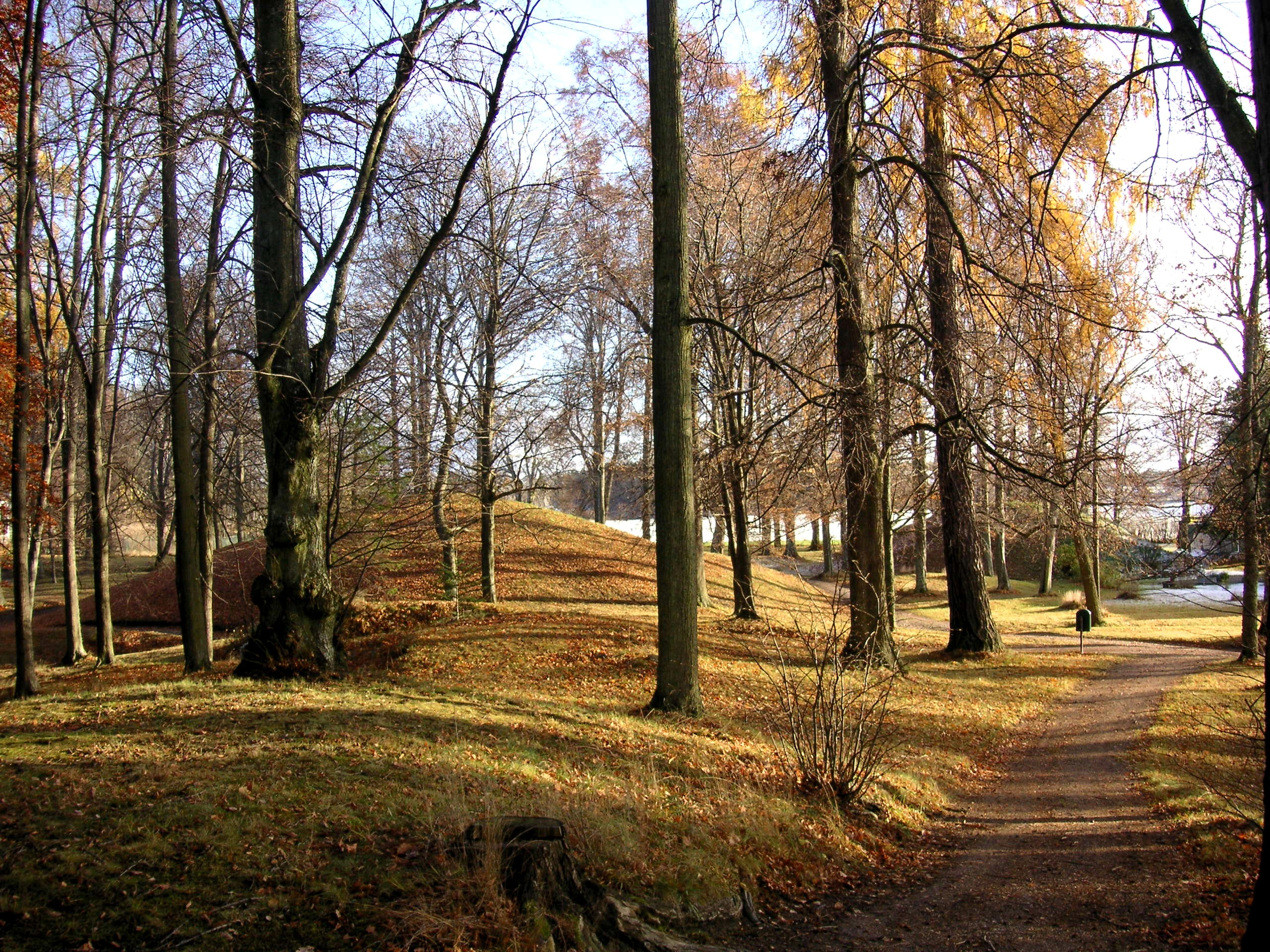
Hundhamra gravhögar
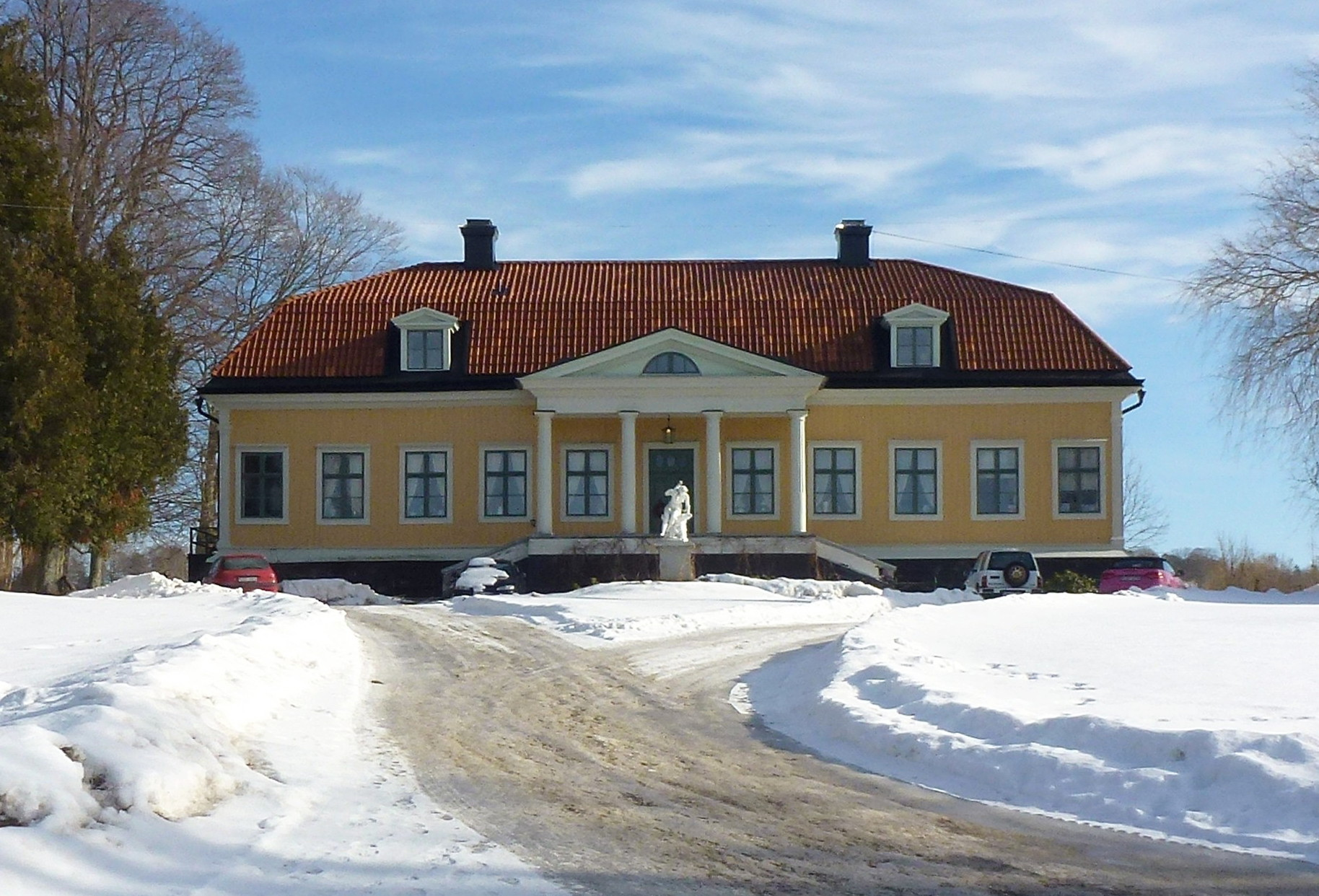
Norsborgs herrgård
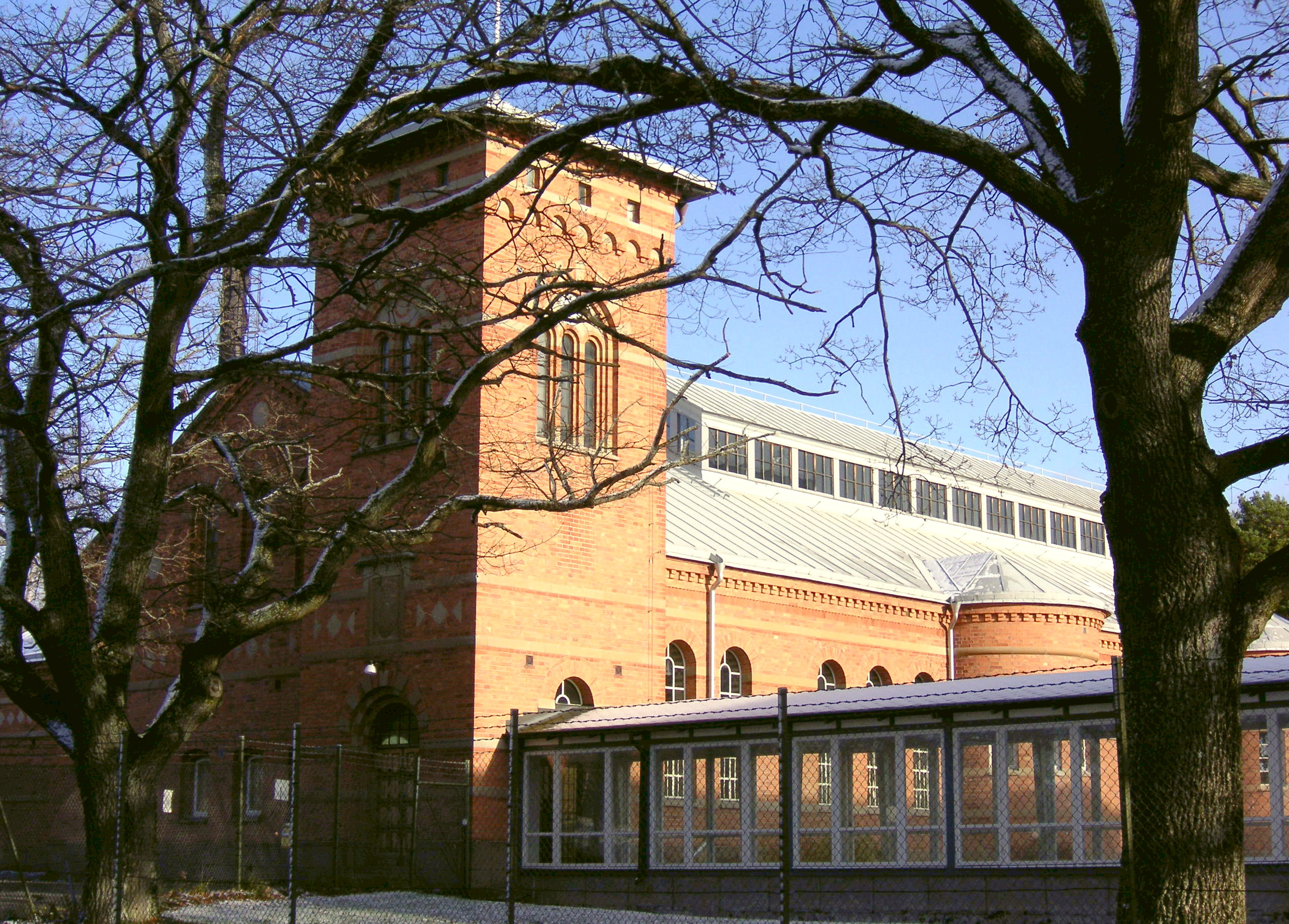
Norsborgs vattenverk
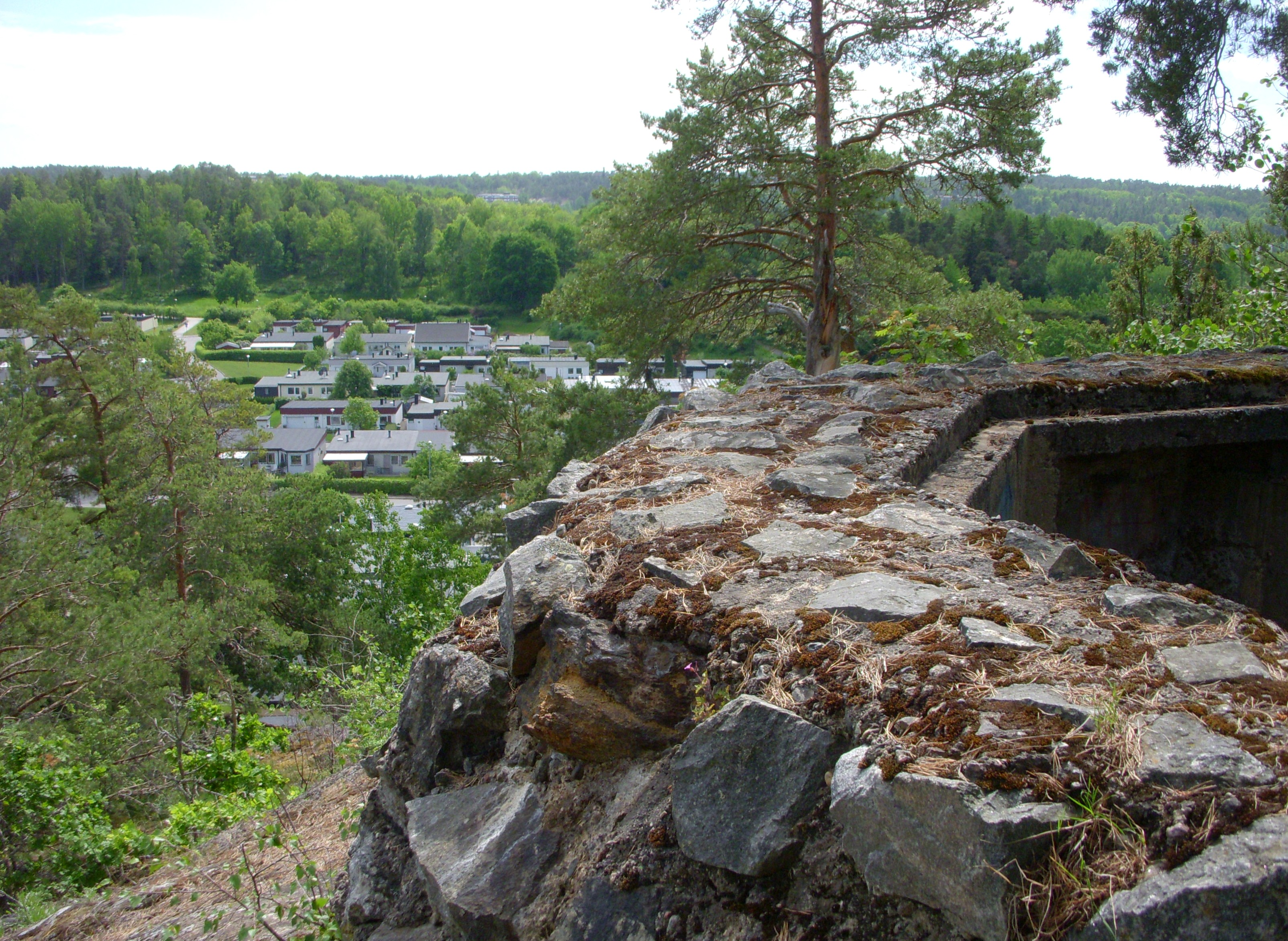
Norsborgs luftvärnsställning

### Kulturspår Hallunda
Kulturspåret leder förbi  bland annat Hallunda gård, bostadshus från miljonprogrammet, Ljusets kyrka, Sankt Petrus och Paulus kyrka, gravfält och boplatser från järnåldern samt ett gravröse från bronsåldern. 

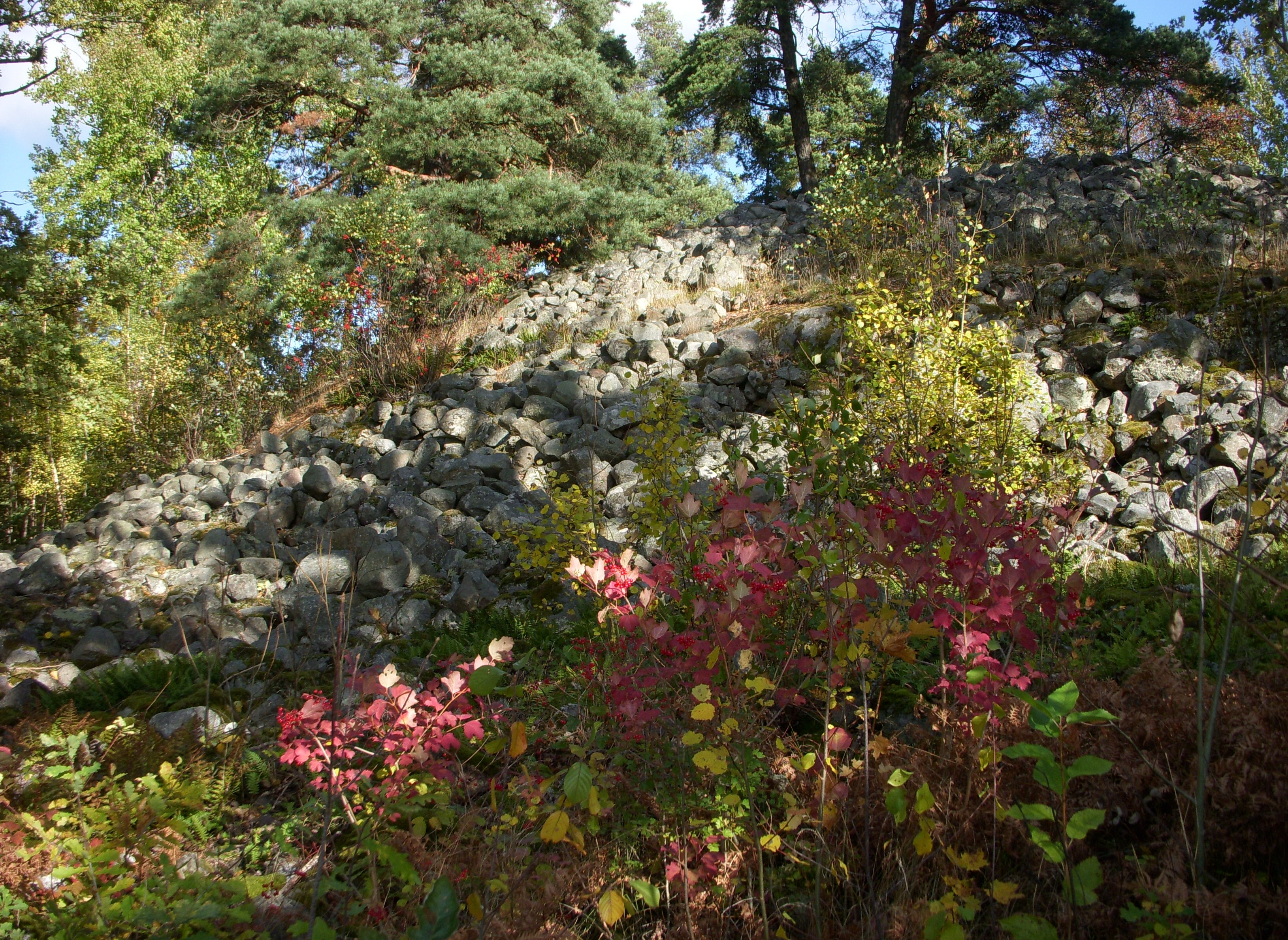
Gravröse från bronsåldern
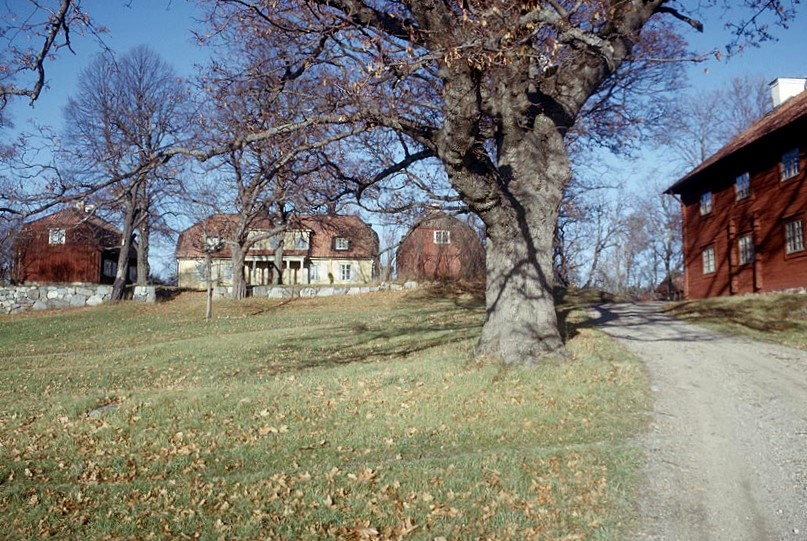
Hallunda gård (1964)
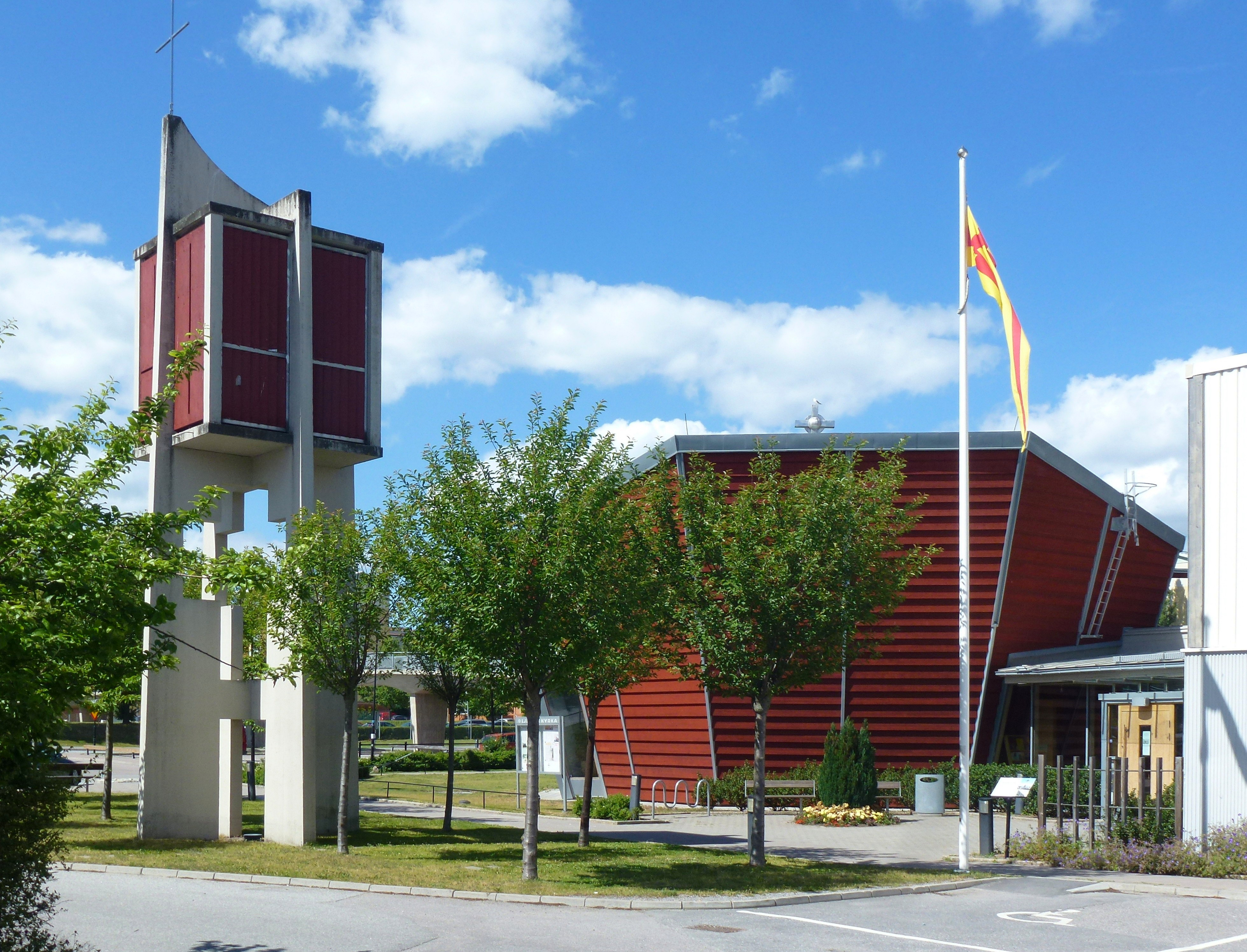
Ljusets kyrka
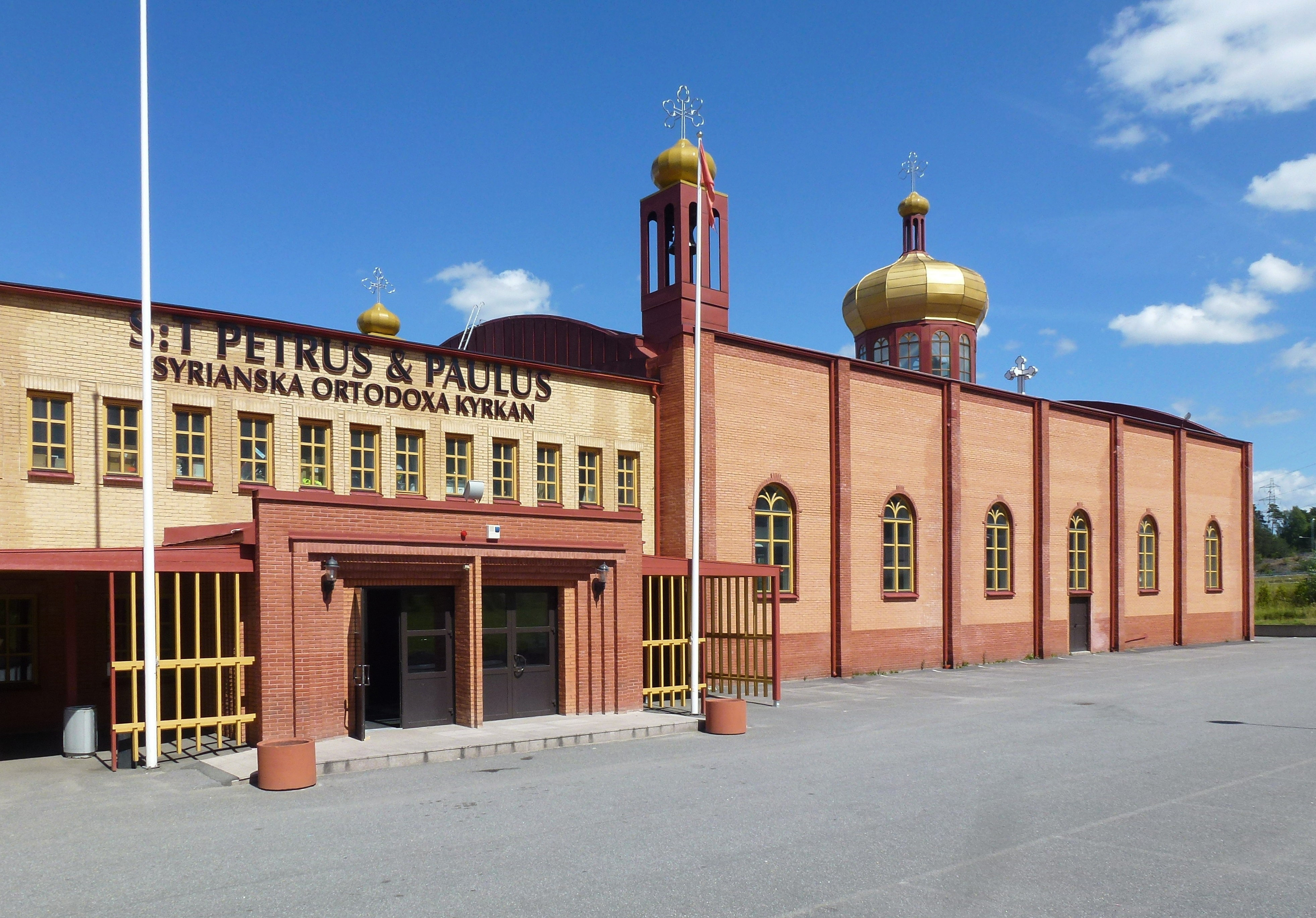
Sankt Petrus och Paulus kyrka

### Kulturspår Fittja
Kulturspåret leder förbi  bland annat Slagsta gård, Slagsta tegelbruk, Slagsta Marina, Fittja moské och Slagsta hällristning.

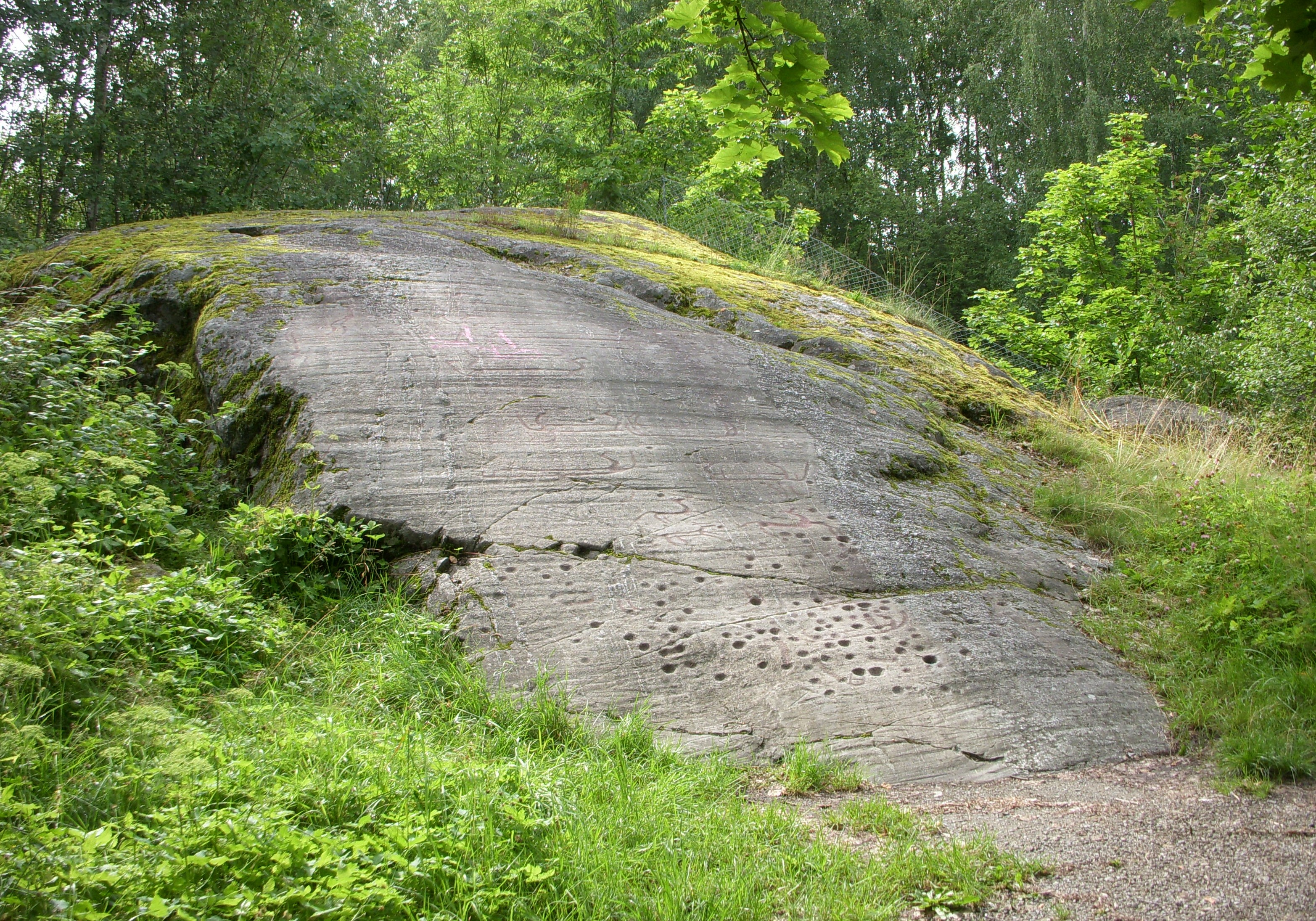
Slagsta hällristning
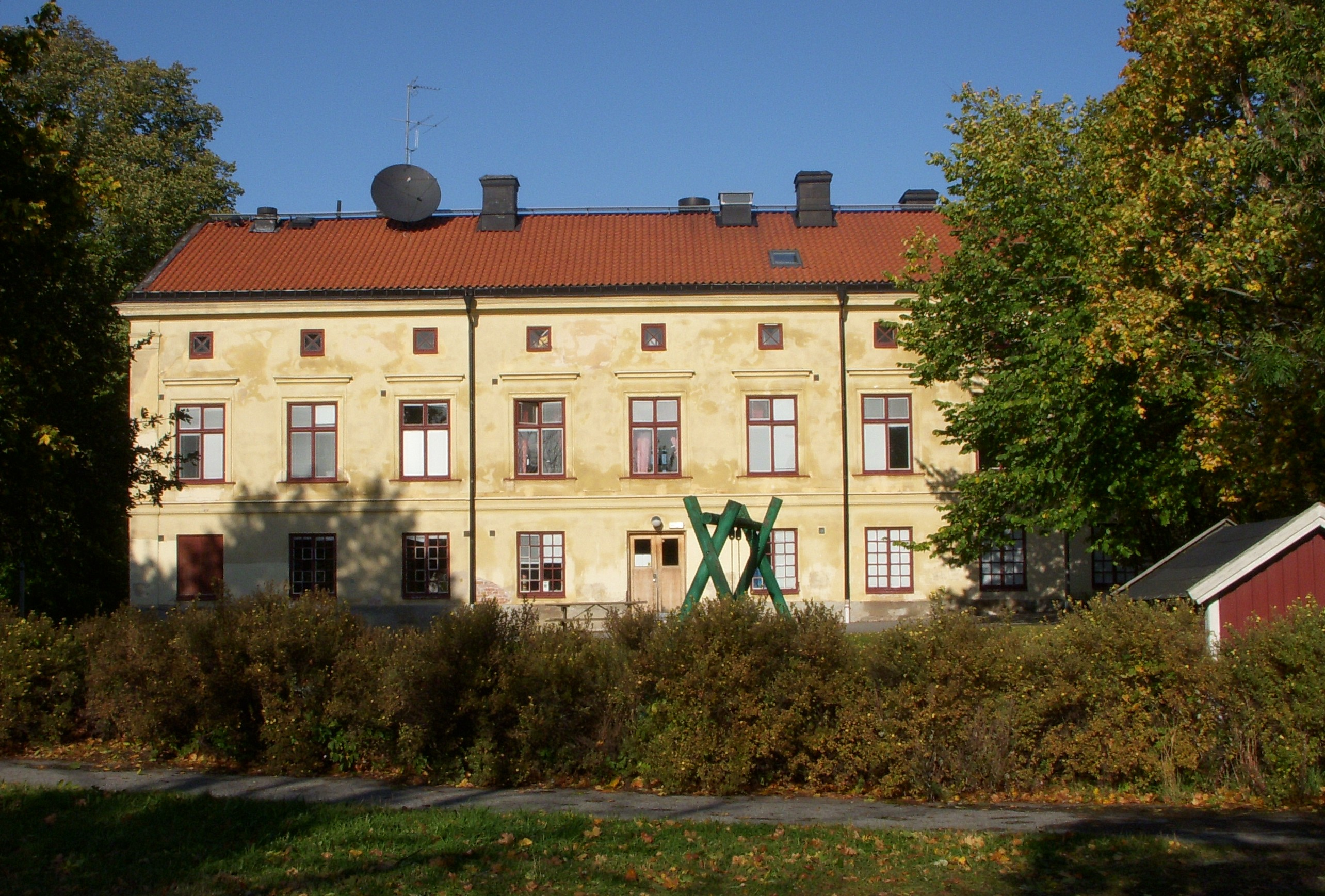
Slagsta gård
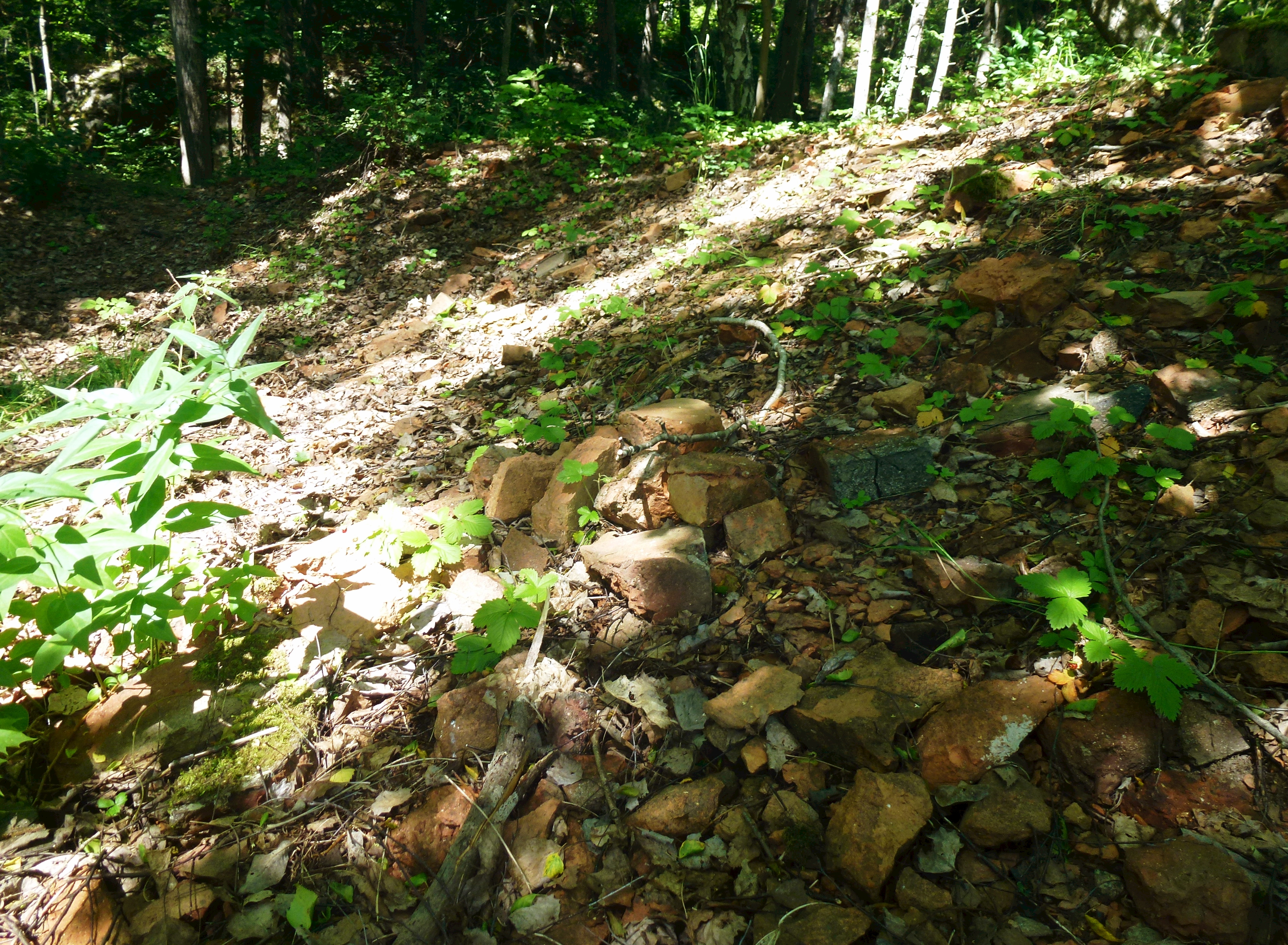
Slagsta tegelbruk
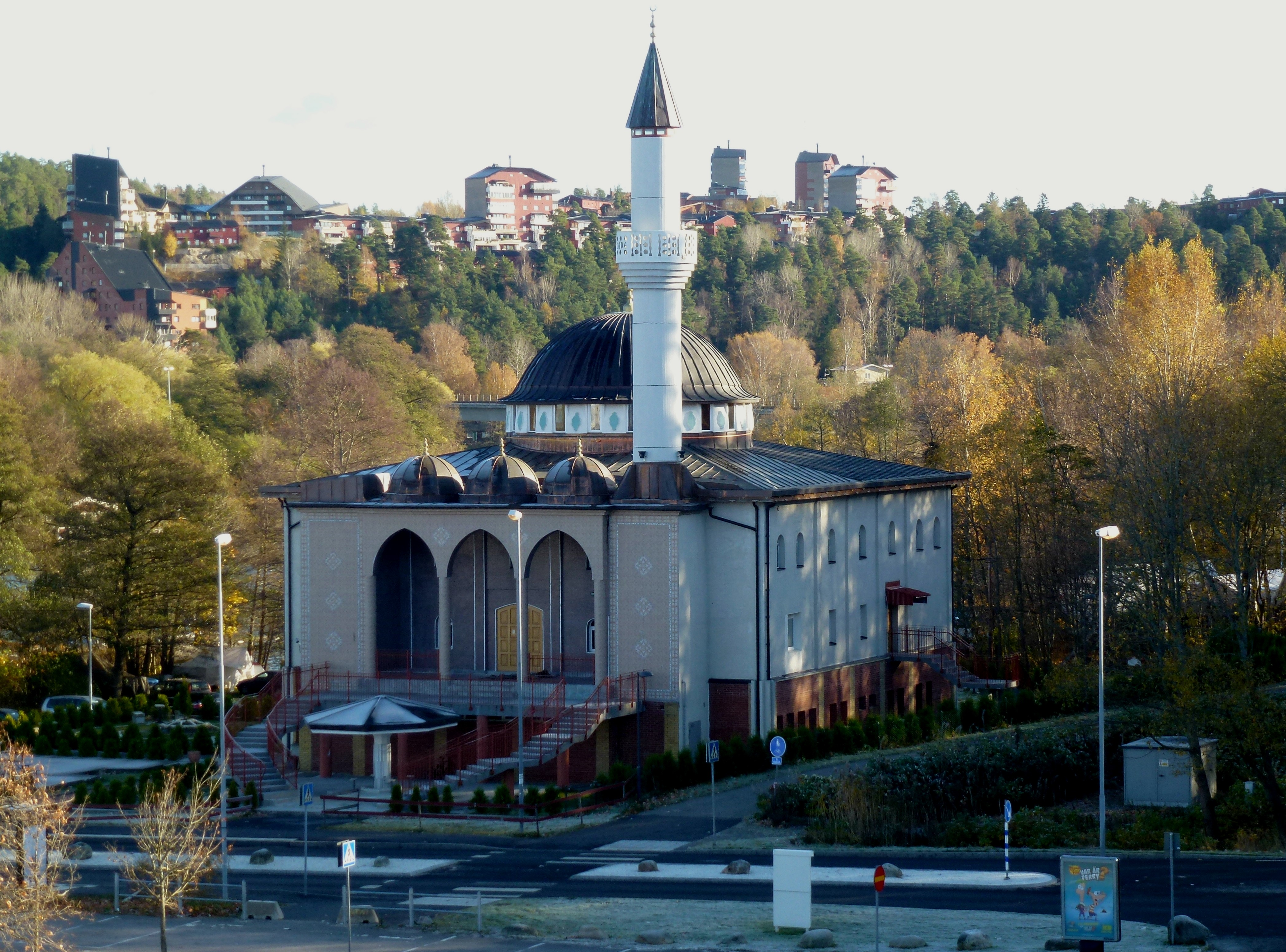
Fittja moské